# STS-79
إس تي إس-79 (بالإنجليزية: STS-79)‏ الرحلة التاسعة والسبعون ضمن برنامج مكوك الفضاء لوكالة ناسا، والرحلة السابعة عشر على متن مكوك الفضاء أتلانتيس، انطلقت الرحلة في 16 سبتمبر 1996 من مركز كينيدي للفضاء ، وهبطت بتاريخ 26 سبتمبر في مركز كينيدي للفضاء أيضاً، بعد عشرة أيام مكثتها الرحلة في الفضاء، تم خلال الرحلة إجرآء عدد من التجارب العلمية وتقديم دعم تقني لمحطة مير الروسية في اطار برنامج شاتل-مير، بلغ عدد الرواد المشاركين في الرحلة ستة رواد.